# Васильев, Александр Павлович (художник)
Алекса́ндр Па́влович Васильев (29 декабря 1910  [11 января 1911], Самара — 10 ноября 1990, Москва) — советский театральный художник  и педагог, Заслуженный художник РСФСР (1963), Народный художник РСФСР (1975). Член-корреспондент Академии художеств СССР (1973).

## Биография

### Детство
Родился в семье Павла Петровича Васильева (1875—1935) — морского офицера в отставке, статского советника, инспектора Императорского судоходства Волжского и Симбирского бассейнов и начальника судоходного надзора на участке от Сызрани до Симбирска при Министерстве путей сообщения; мать Нина Александровна Брызжева (1883—1933) — дочь тульского генерала, героя Плевны и изобретателя нового вида ружья для Царской армии. Предки происходили из рода Чичаговых: мать Павла Петровича — Ольга Васильевна Васильева, урожд. Чичагова (1841—1892) — внучка адмирала П.В.Чичагова.
Семья Васильевых была артистически одарённой: Павел Петрович был регентом хора в Самарской женской гимназии. Нина Александровна — актрисой-любительницей, выступавшей на благотворительных концертах, публичных вечерах и в госпиталях, о чем свидетельствуют программки, сохранённые семьёй. Сестра Павла Петровича, Ольга Петровна была музыкантом, концертмейстером в опере. Её муж, тенор Иван Варфоломеев, пел в Одессе и Киеве, два сезона служил в антрепризе Сергея Дягилева в Париже и Лондоне. В эмиграции они жили в Харбине, где Варфоломеев был директором русской оперы. Потом Ольга Петровна вернулась в Россию, жила в Саратове, где и умерла. В доме Васильевых устраивались музыкальные и театральные вечера. Все дети связали свою жизнь с искусством: брат художника Пётр стал известным театральным режиссёром, сестра Ирина — пианисткой. Позже Ирина Павловна станет супругой выдающегося хормейстера, профессора Московской консерватории Серафима Казанского. Другая сестра Павла Петровича Екатерина Петровна вышла замуж за художника Михаила Нестерова. Таким образом Александр Павлович стал племянником Нестерова, который оказал на него в юности большое влияние.
Октябрьская революция нарушила привычный уклад жизни Васильевых. Они бежали из Самары в Уфу, затем в Екатеринбург, где жили в доме купца Ипатьева, затем в Сибирь: из Омска Васильевы поехали в Новониколаевск, но, замёрзнув по пути, вынуждены были остаться в Красноярске, находившемся в руках белой армии.
Весной 1919 года Васильевы двинулись назад в Европу вместе с белой армией, но дальше Омска не добрались. Затем оказались в Тобольске. По окончании Гражданской войны остались в 1920 году в Красноярск. Там впервые арестовали Павла Петровича. Нина Александровна добилась его освобождения. В Красноярске в статисты городского театра поступил Пётр, брат Александра Павловича. Однако семья при первой возможности перебралась в Москву в 1922 году, в коммунальную квартиру в Орликовом переулке, дом 2, кв. 12, на восьмом этаже, с видом на Сухареву башню, впоследствии разрушенную.

### Юность
В Москве учился в 41 школе БОАО[неизвестный термин], где окончил 7 классов и поступил в Московское государственное академическое художественное училище памяти 1905 года, где обучался у Евгения Якуба и С. Н. Николаева. Сразу после окончания МАХУ в 1930 году началась его активная творческая деятельность: будучи сыном «врага народа», Александр Павлович не смог получить работу в Москве и был вынужден устроиться в Читу, где в 1931 году оформил свой первый спектакль. Он находился под большим влиянием русского конструктивизма, идей Всеволода Мейерхольда и Александра Таирова.
В 1932 году вернулся в Самару, где на сцене Самарского краевого драматического театра оформил спектакли «Князь Мстислав Удалой» Иосифа Прута, «Свадьба Кречинского» Александра Сухово-Кобылина и «Правда — хорошо, а счастье лучше» Александра Островского. Однако прожив в Самаре один год, Васильев уехал.
Впоследствии работал в драматических театрах Архангельска, Владивостока, Кирова, Куйбышева и Ростова-на-Дону, где произошла знаковая для него встреча с режиссёром, художественным руководителем Театра имени Моссовета Юрием Завадским. В дальнейшем это знакомство переросло в плодотворное сотрудничество.
В годы Великой Отечественной войны Васильев прошёл путь от бойца трудового фронта в Карелии до главного художника фронтовых театров Всероссийского театрального общества. С театральными и концертными группами он совершил множество поездок по фронтам.

### Работа в театрах Москвы
В 1945 году Васильев начал работать в столичных театрах, в 1947 вступил в Союз художников СССР. С 1947 года он был главным художником Московского театра им. М. Н. Ермоловой, где оформил спектакли «Пушкин» Н. Глебы, «Европейская хроника» Алексея Арбузова и многие другие, с 1954 он по приглашению Завадского стал главным художником Театра им. Моссовета. В костюмах Васильева выходили на сцену Фаина Раневская, Любовь Петровна Орлова, Вера Марецкая, Ростислав Плятт. Все они были частыми гостями в доме Васильева. Дружбе способствовала супруга художника Татьяна Ильинична Васильева (в девичестве Гулевич), актриса первого выпуска Школы-студии при Художественном театре и педагог той же студии по сценической речи.
За 20 лет содружества с режиссёром Завадским Васильев создал декорации ко множеству спектаклей этого театра, включая инсценировки пьес «Кража» Джека Лондона, «Дали неоглядные» Николая Вирты, «Леший» Антона Чехова, «Василий Теркин» Александра Твардовского, «Милый лжец» Джерома Килти, «Дядюшкин сон» Фёдора Достоевского, «Последняя жертва» Александра Островского.
Немалый резонанс вызвала постановка 1968 года «Петербургские сновидения» по мотивам произведения «Преступление и наказание» Достоевского, роль Родиона Раскольникова в которой исполнил Геннадий Леонидович Бортников. Распятие, инсценированное в финальной сцене постановки, а также богатая визуальная образность придали постановке скандальную известность.
Спектакли в сценографии Васильева ставились и в ряде других театров столицы: Большом и Малом театрах СССР, МХАТе имени Горького, театрах имени А. С. Пушкина, имени Ленинского комсомола, в Театре Сатиры и в Театре на Малой Бронной. Особо пристальное внимание критиков обратили на себя спектакли «Лес» и «Последняя жертва», оформленных в 1973 году на разных сценах к 150-летию со дня рождения Островского.
В 1962—1966 годах Васильев возглавлял секцию художников театра и кино МОСХ, в 1966 году стал секретарём правления Союза художников СССР. В 1980 году стал президентом Советского центра Международной ассоциации сценографов и театральных технологов.
в 1970-е годы руководил курсом художников драматических театров на Высших режиссерских курсах при ГИТИСе им. Луначарского.

### Живопись
В 1976 году ушёл со службы в театре и сосредоточился на живописи.
Цикл его работ «Отшельники» являет яркие и выразительные социальные типы; серия портретов современников отражает дух времени и характеры окружающих художника людей. Пейзажи открывают мир творческих поездок автора по Амстердаму, Японии, Афганистану, а также обычных московских двориков и бульваров с их обитателями. Натюрморты Васильева, на которых изображены букеты полевых цветов, предметы из мастерской художника, подчёркивают интерес живописца к обычному миру вещей, в которых он ищет и находит нечто необычное, как бы раскрывая природу вещей.
В полной мере живопись отражала духовные и художественные поиски автора, его отношение к действительности. В мастерской художник мог свободно и экспрессивно передавать своё элегическое или, напротив, острокритическое настроение. Театральность видения была присуща всему его творчеству. Поэтому «самую сложную мысль он стремится представить нам по законам большого зрелища», — отмечает искусствовед Александр Ильич Морозов.
В тематических композициях Васильев давал волю фантазии, юмору, иронии, но в то же время настойчиво вёл поиски идеала. В целом оставаясь в русле традиций классического искусства, охотно вступая диалог со старыми мастерами, отсылая зрителя то к Древнему миру, то к эпохе Возрождения, он порой использовал элементы стилистики модерна, ар-деко и сюрреализма. Отголоски русского конструктивизма слышны в урбанистических пейзажах, созданных после путешествий за рубеж, прежде всего в Голландию, Канаду, Японию.
Васильев активно вводил в свои произведения предметы старины из собственной коллекции, нередко помещал среди них модель — таковы натюрморты «Актер» и «Актриса», «Самовары», «Старость», композиция «Лето», ряд автопортретов.
Особое место в его станковом творчестве занимают композиции с выдуманными им самим персонажами — «балбетками». Эти предметы различной формы, выточенные из дерева и раскрашенные художником, напоминают кегли или кухонную утварь. В их названии объединены два понятия: «балбес» и «бабетка» — шляпка, модная в 1960-е. В целом возникает собирательный образ «советского человека» с ограниченным кругозором, но стремящегося не отстать от моды. «Балбетки» играют в картинах Васильева самые разные роли: то служат частью натюрморта, то выступают в качестве гротескных обитателей «человеческого» мира. С их помощью художник наедине с собой разыгрывает пьесы в собственном театре. В серии ироничных фантазийных работ, показывающей вымышленную страну Балбеттинию, автор являет пародию на реальный мир с его сложными отношениями и жизненными ситуациями.

### Личная жизнь
- Первая жена — Нина Базарова (1908—1974), актриса МХАТа имени Горького. Брак продлился 23 года[1].
- Вторая жена — Татьяна Ильинична Гулевич (1924—2003), актриса, профессор, преподаватель сценической речи Школы-студии МХАТ, преподаватель актёрского мастерства хореографического училища Большого театра. Среди её учеников: Илзе и Андрис Лиепа, Нина Ананиашвили, Николай Цискаридзе, Владимир Деревянко и др. В последние годы жизни была Заведующей кафедрой сценической речи актерского факультета Международного Славянского института имени Г. Р. Державина[2][3].
  - Сын — Александр Александрович Васильев (род. 1958), театральный художник, искусствовед, историк моды.
  - Приёмная дочь — Наталья Викторовна Толкунова, журналист.

Похоронен на Троекуровском кладбище.

## Признание и наследие
В 1959 году на Всемирной выставке в Брюсселе Васильев был удостоен Гран-при за панно «Русская и советская опера». Он также имел много других наград, отечественных и зарубежных.
Произведения Васильева хранятся в музеях Большого театра, Московского Художественного театра им. А. П. Чехова, Государственном музее А. С. Пушкина, в других российских музеях, включая провинциальные, а также в частных коллекциях.